# Choi Eunyoung
Choi Eun-young (ur. 3 marca 1984 w Gwangmyeong) – południowokoreańska pisarka. Karierę literacką rozpoczęła w 2013 roku, kiedy jej opowiadanie Uśmiech Shoko („Shokoui miso”; 쇼코의 미소) zdobyło nagrodę literackiego kwartalnika Writer’s World’s New Writer’s Award. Za ten sam tekst otrzymała w 2014 roku nagrodę podczas piątej edycji Munhakdongne Young Writer’s Award. W 2016 roku Choi Eunyoung została laureatką 8. nagrody Heo Gyun Writer’s Award, a rok później zwyciężyła ósmą edycję Munhakdongne Young Writer’s Award.

## Życiorys
Choi Eun-young urodziła się 3 marca 1984 roku w Gwangmyeong w stanie Gyeonggido. W 2002 roku rozpoczęła studia na Uniwersytecie Koreańskim, gdzie studiowała literaturę koreańską. Podczas okresu studiów rozwinęła swoje zainteresowania kwestiami społecznymi i zaczęła angażować się w dyskusję na ich temat. Współtworzyła również feministyczne pismo studenckie.

## Twórczość
W 2013 roku Choi Eunyoung debiutowała opowiadaniem „Uśmiech Shoko” (Shokoui miso; 쇼코의 미소). Trzy lata później ukazał się jej pierwszy zbiór opowiadań o takim samym tytule.
Styl pisania Choi Eunyoung charakteryzuje oszczędność w stosowaniu środków językowych. W swoich tekstach skupia się na prowadzeniu narracji w taki sposób, aby opowiedzieć historię w jak najdobitniejszy sposób.
Prostota stylu nie świadczy jednak o niedoskonałości warsztatu pisarskiego Choi Eun-young. Trafnie ukazuje to opowiadanie „Sekret”, w którym poprzez sygnalizowanie nieobecności bohaterki, Jimin, w życiu jej rodziny, Choi opowiada o ofiarach katastrofy promu Sewol z 2014 roku. Struktura opowiadania oparta na niedopowiedzeniach wzmacnia emocjonalny wydźwięk historii.
Inną cechą pisarstwa Choi Eun-young jest jej zainteresowanie kwestiami politycznymi i społecznymi. Oprócz „Sekretu”, tematykę katastrofy promu Sewol porusza również w opowiadaniu „Michaela”. Z kolei w „Xin chào, xin chào” porusza kwestię udziału Korei Południowej w wojnie w Wietnamie.
W 2018 roku Choi Eunyoung opublikowała swoją drugą książkę, zbiór tekstów zatytułowany A Person Innocent to Me (내게 무해한 사람), Munkahdongne. W roku 2021 w oryginale ukazała się pierwsza powieść autorki, Bright Night (밝은 밤), Munkahdongne, w której opisuje relacje między kobietami rozgrywające się na tle wydarzeń z historii Korei Południowej.

## Utwory przetłumaczone na j. polski
- Uśmiech Shoko (쇼코의 미소; Shokoui miso), Wydawnictwo Tajfuny, 2023[13].